# Laccophilus yvietae
Laccophilus yvietae is een keversoort uit de familie waterroofkevers (Dytiscidae). De wetenschappelijke naam van de soort is voor het eerst geldig gepubliceerd in 1844 door Le Guillou.